# Nonaville
Nonaville era una comuna francesa situada en el departamento de Charente, de la región de Nueva Aquitania, que el uno de enero de 2017 pasó a ser una comuna delegada de la comuna nueva de Bellevigne al unirse con las comunas de Éraville, Malaville, Touzac y Viville.

## Demografía
| Gráfica de evolución demográfica de Nonaville entre 1800 y 2014 |
|                                                                 |

Los datos demográficos contemplados en este gráfico de la comuna de Nonaville se han cogido de 1800 a 1999 de la página francesa EHESS/Cassini, y los demás datos de la página del INSEE.